# Фирмик (лунный кратер)
Кратер Фирмик (лат. Firmicus) — крупный древний ударный кратер в области западного побережья Моря Волн на видимой стороне Луны. Название присвоено в честь латинского писателя и астролога Юлия Фирмика Матерна (IV век) и утверждено Международным астрономическим союзом в 1935 г. Образование кратера относится к нектарскому периоду.

## Описание кратера

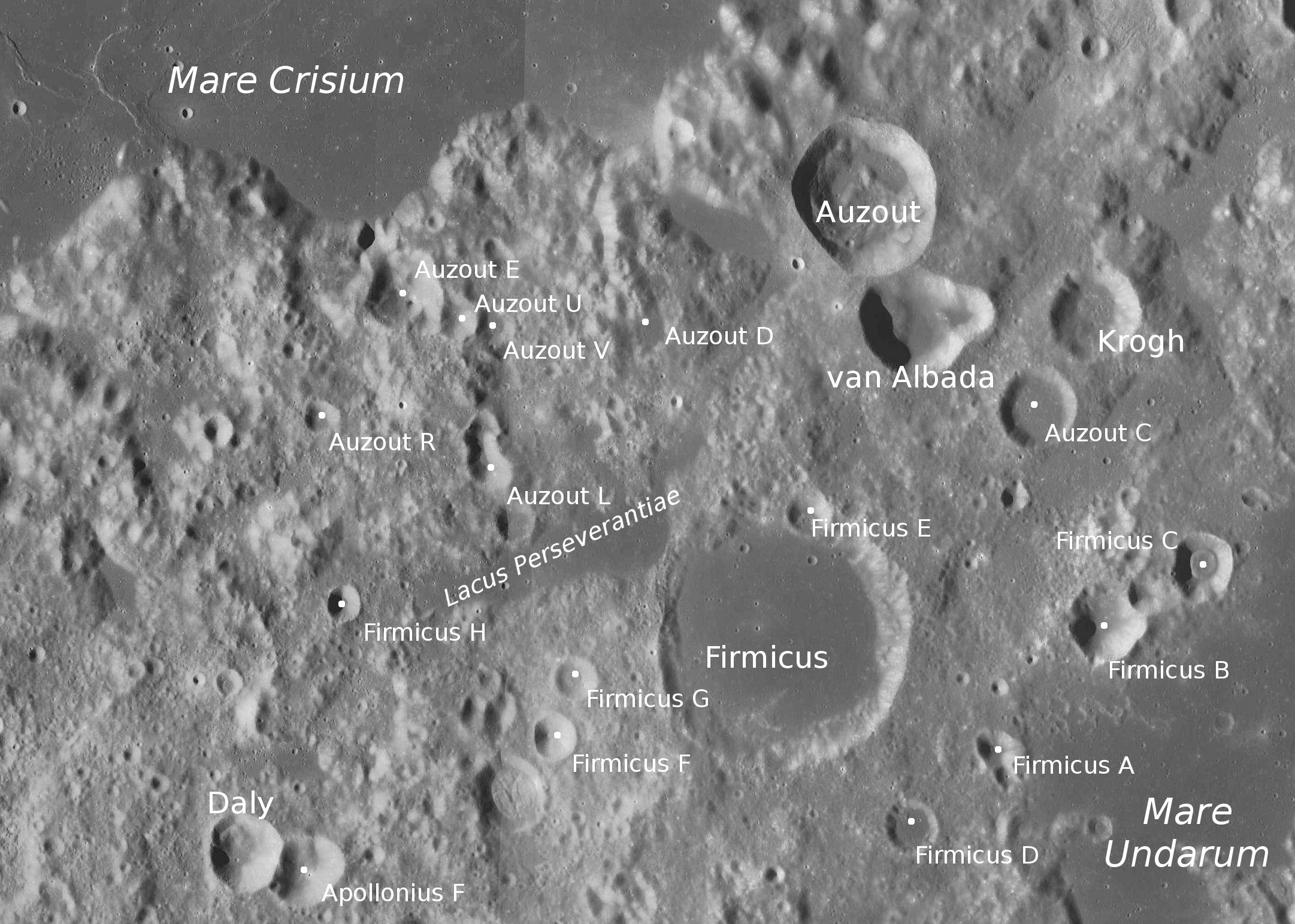
Окрестности кратера Фирмик. Снимок зонда Lunar Reconnaissance Orbiter.

Ближайшими соседями кратера Фирмик являются кратер Ван Альбада на севере-северо-востоке; кратер Таунли на юге; кратер Аполлоний на юго-западе и кратер Дейли на западе-юго-западе. Северо-западная оконечность вала кратера граничит с Озером Настойчивости; на востоке расположено Море Волн; на северо-западе – Море Кризисов. Селенографические координаты центра кратера 7°15′ с. ш. 63°26′ в. д. / 7,25° с. ш. 63,43° в. д., диаметр 56,8 км, глубина 2140 м.
Кратер Фирмик имеет циркулярную форму и значительно разрушен. Вал сглажен, северная оконечность вала перекрыта скоплением кратеров. Дно чаши кратера затоплено и выровнено тёмной базальтовой лавой.
Вдоль кратеров Кондорсе, Озу, Фирмик и Аполлоний проходит образование, имеющее неофициальное название Северная долина (Vallis North).

## Сателлитные кратеры

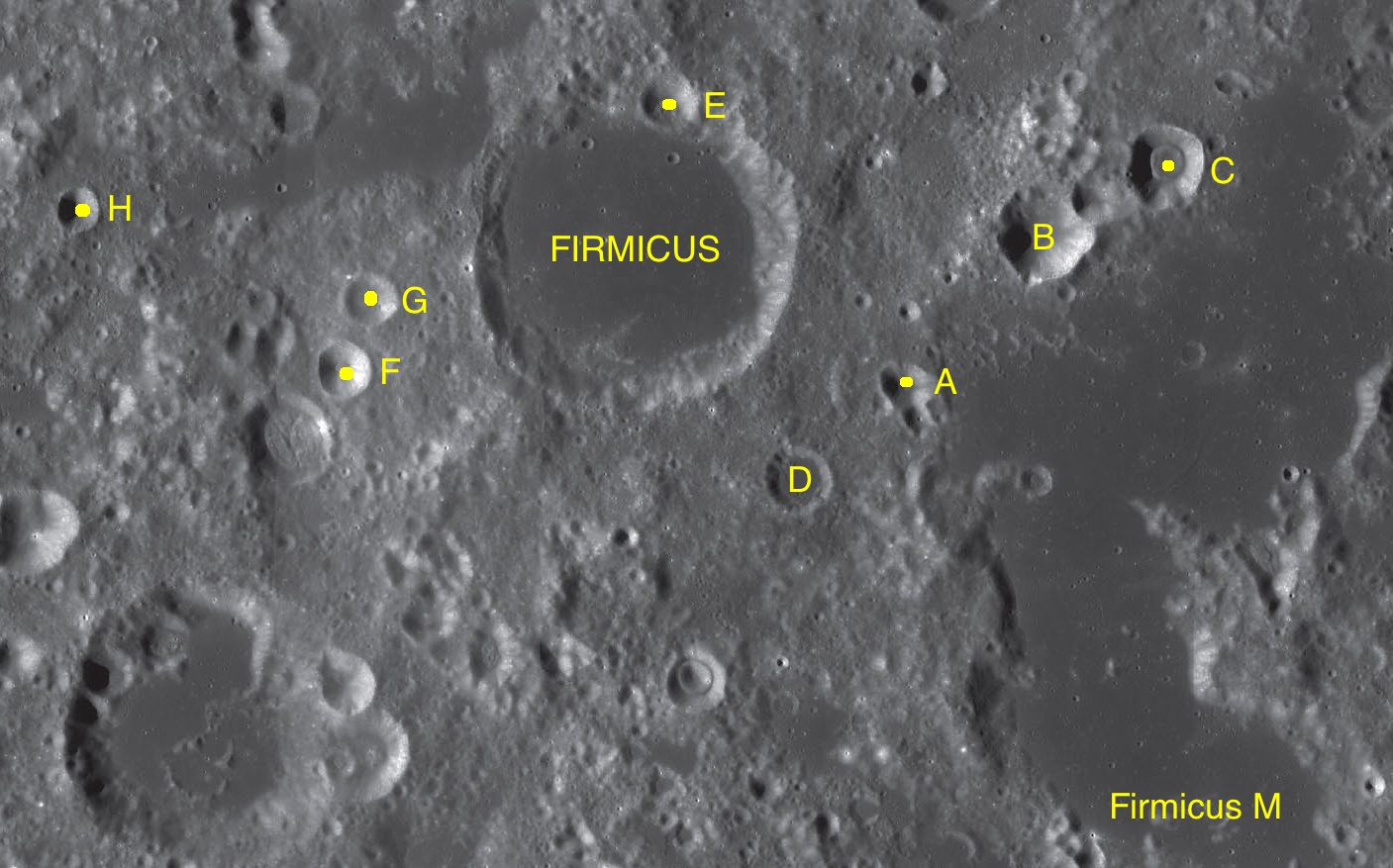
Фрагмент карты LAC-62.

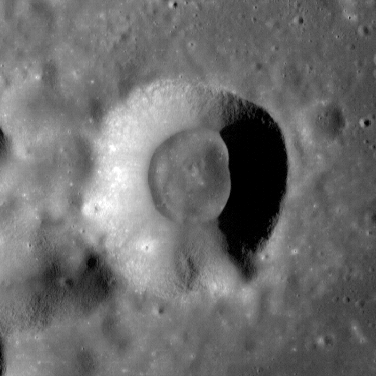
Сателлитный кратер Фирмик C. Снимок зонда Lunar Rec.

| Фирмик | Координаты                                          | Диаметр, км |
| ------ | --------------------------------------------------- | ----------- |
| A      | 6°26′ с. ш. 64°58′ в. д. / 6,44° с. ш. 64,96° в. д. | 8,4         |
| B      | 7°19′ с. ш. 65°46′ в. д. / 7,31° с. ш. 65,77° в. д. | 17,2        |
| C      | 7°43′ с. ш. 66°28′ в. д. / 7,71° с. ш. 66,46° в. д. | 13,0        |
| D      | 5°54′ с. ш. 64°20′ в. д. / 5,9° с. ш. 64,34° в. д.  | 11,5        |
| E      | 8°05′ с. ш. 63°37′ в. д. / 8,08° с. ш. 63,61° в. д. | 9,1         |
| F      | 6°32′ с. ш. 61°46′ в. д. / 6,53° с. ш. 61,76° в. д. | 9,2         |
| G      | 6°56′ с. ш. 61°54′ в. д. / 6,93° с. ш. 61,9° в. д.  | 9,1         |
| H      | 7°26′ с. ш. 60°12′ в. д. / 7,44° с. ш. 60,2° в. д.  | 7,8         |
| M      | 4°05′ с. ш. 66°39′ в. д. / 4,08° с. ш. 66,65° в. д. | 44,3        |

## См.также
- Список кратеров на Луне
- Лунный кратер
- Морфологический каталог кратеров Луны
- Планетная номенклатура
- Селенография
- Минералогия Луны
- Геология Луны
- Поздняя тяжёлая бомбардировка